# FC Bayern München in het seizoen 2011/12
Dit artikel beschrijft de prestaties van de Duitse voetbalclub FC Bayern München in het seizoen 2011/12, waarin de club vicekampioen werd en de finale van zowel de Duitse beker als Champions League bereikte.

## Spelerskern
| Nr.           | Naam                   | Nationaliteit | Geboortedatum | Vorige club           |
| ------------- | ---------------------- | ------------- | ------------- | --------------------- |
| Keepers       |                        |               |               |                       |
| 1             | Manuel Neuer           | Duitsland     | 27-03-1986    | FC Schalke 04         |
| 22            | Hans-Jörg Butt         | Duitsland     | 28-05-1974    | Benfica               |
| 24            | Maximilian Riedmüller  | Duitsland     | 04-01-1988    | /                     |
| 32            | Rouven Sattelmaier     | Duitsland     | 07-08-1987    | Jahn Regensburg       |
| Verdedigers   |                        |               |               |                       |
| 2             | Breno                  | Brazilië      | 13-10-1989    | São Paulo FC          |
| 5             | Daniel Van Buyten      | België        | 07-02-1978    | Hamburger SV          |
| 13            | Rafinha                | Brazilië      | 07-09-1985    | Genoa                 |
| 17            | Jérôme Boateng         | Duitsland     | 03-09-1988    | Manchester City       |
| 21            | Philipp Lahm           | Duitsland     | 11-11-1983    | VfB Stuttgart         |
| 26            | Diego Contento         | Duitsland     | 01-05-1990    | /                     |
| 28            | Holger Badstuber       | Duitsland     | 13-03-1989    | /                     |
| Middenvelders |                        |               |               |                       |
| 7             | Franck Ribéry          | Frankrijk     | 07-04-1983    | Olympique Marseille   |
| 14            | Takashi Usami          | Japan         | 06-05-1992    | Gamba Osaka           |
| 23            | Danijel Pranjić        | Kroatië       | 02-12-1981    | sc Heerenveen         |
| 27            | David Alaba            | Oostenrijk    | 24-06-1992    | /                     |
| 30            | Luiz Gustavo           | Brazilië      | 23-07-1987    | TSG 1899 Hoffenheim   |
| 31            | Bastian Schweinsteiger | Duitsland     | 01-08-1984    | /                     |
| 36            | Emre Can               | Duitsland     | 12-01-1994    | /                     |
| 39            | Toni Kroos             | Duitsland     | 04-01-1990    | Bayer Leverkusen      |
| 44            | Anatoli Tymosjtsjoek   | Oekraïne      | 30-03-1979    | Zenit Sint-Petersburg |
| Aanvallers    |                        |               |               |                       |
| 9             | Nils Petersen          | Duitsland     | 06-12-1988    | Energie Cottbus       |
| 10            | Arjen Robben           | Nederland     | 23-01-1984    | Real Madrid           |
| 11            | Ivica Olić             | Kroatië       | 14-09-1979    | Hamburger SV          |
| 25            | Thomas Müller          | Duitsland     | 13-09-1989    | /                     |
| 33            | Mario Gómez            | Duitsland     | 10-07-1985    | VfB Stuttgart         |

- = Aanvoerder

## Technische staf
|                 |                               |               |
| Functie         | Naam                          | Nationaliteit |
| Coach           | Jupp Heynckes (foto)          | Duitsland     |
| Assistent-coach | Hermann Gerland               | Duitsland     |
| Assistent-coach | Peter Hermann                 | Duitsland     |
| Keeperstrainer  | Toni Tapalović                | Duitsland     |
| Teamarts        | Hans-Wilhelm Müller-Wohlfahrt | Duitsland     |

## Resultaten
| Bundesliga   | DFB-Pokal           | Champions League    |
| ------------ | ------------------- | ------------------- |
|              |                     |                     |
| Vicekampioen | Verliezend finalist | Verliezend finalist |

## Uitrustingen
Shirtsponsor(s): Deutsche Telekom

Sportmerk: adidas
| Thuis | Uit | Alternatief | Alternatief |

## Transfers

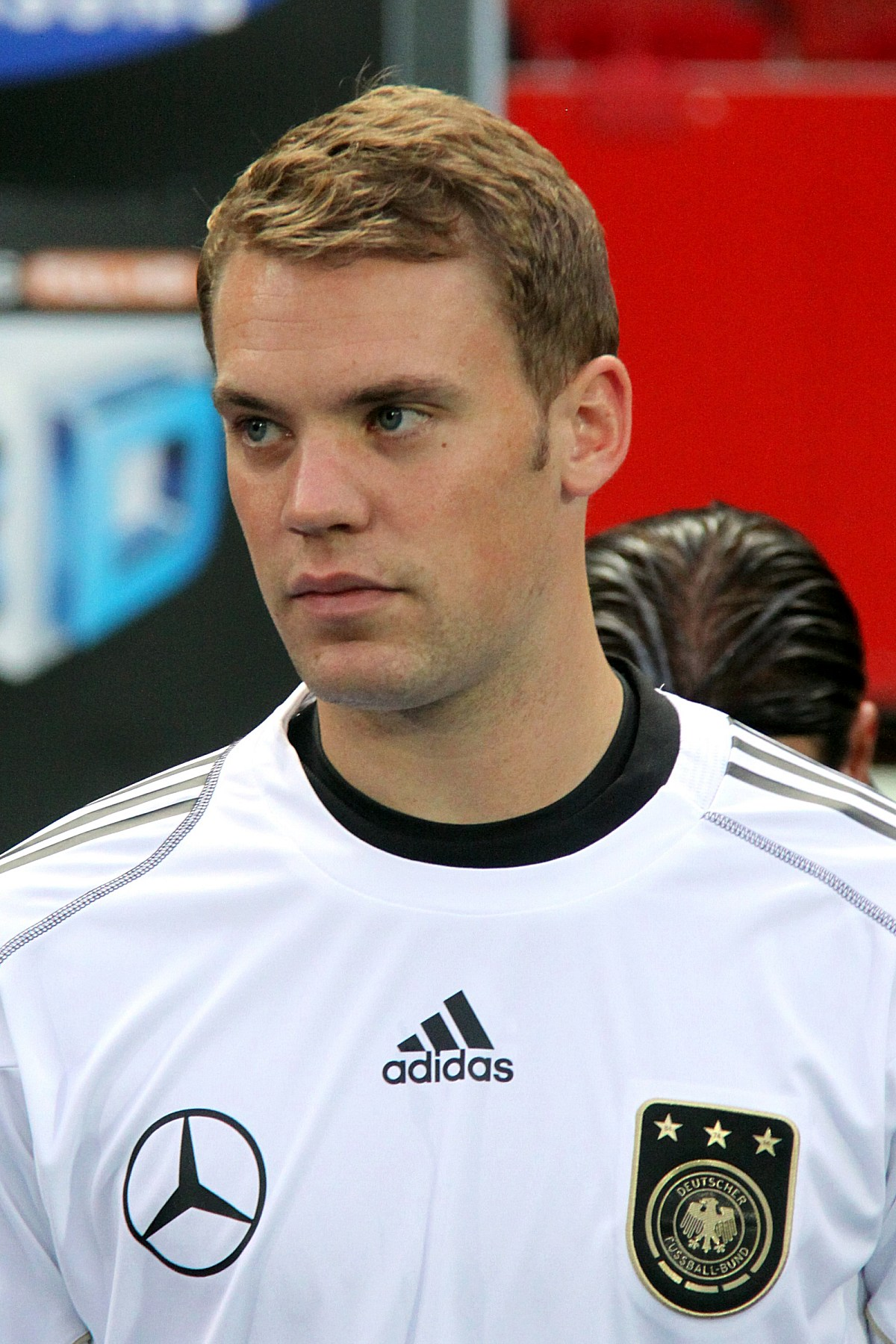
In de zomer van 2011 maakte doelman Manuel Neuer de overstap naar Bayern.

### Zomer
| Naam            | Nationaliteit | Van/naar            | Type       |
| --------------- | ------------- | ------------------- | ---------- |
| Inkomend        |               |                     |            |
| Jérôme Boateng  | Duitsland     | Manchester City     | Gekocht    |
| Manuel Neuer    | Duitsland     | FC Schalke 04       | Gekocht    |
| Nils Petersen   | Duitsland     | Energie Cottbus     | Gekocht    |
| Rafinha         | Brazilië      | Genoa               | Gekocht    |
| Takashi Usami   | Japan         | Gamba Osaka         | Huur       |
| David Alaba     | Oostenrijk    | TSG 1899 Hoffenheim | Einde huur |
| Mehmet Ekici    | Turkije       | 1. FC Nürnberg      | Einde huur |
| Uitgaand        |               |                     |            |
| Hamit Altintop  | Turkije       | Real Madrid         | Verkocht   |
| Mehmet Ekici    | Turkije       | Werder Bremen       | Verkocht   |
| Miroslav Klose  | Duitsland     | Lazio               | Verkocht   |
| Thomas Kraft    | Duitsland     | Hertha BSC          | Verkocht   |
| Andreas Görlitz | Duitsland     | Hertha BSC          | Verkocht   |
| Andreas Ottl    | Duitsland     | Hertha BSC          | Verkocht   |
| Nicola Sansone  | Italië        | Parma               | Verkocht   |

## Bundesliga

### Eindstand
| Pos | Team                     | GS | W  | G  | V  | DV | DT | DS  | PNT |
| --- | ------------------------ | -- | -- | -- | -- | -- | -- | --- | --- |
| 1   | Borussia Dortmund        | 34 | 25 | 6  | 3  | 80 | 25 | 55  | 81  |
| 2   | Bayern München           | 34 | 23 | 4  | 7  | 77 | 22 | 55  | 73  |
| 3   | Schalke 04               | 34 | 20 | 4  | 10 | 74 | 44 | 30  | 64  |
| 4   | Borussia Mönchengladbach | 34 | 17 | 9  | 8  | 49 | 24 | 25  | 60  |
| 5   | Bayer Leverkusen         | 34 | 15 | 9  | 10 | 52 | 44 | 8   | 54  |
| 6   | VfB Stuttgart            | 34 | 15 | 8  | 11 | 63 | 46 | 17  | 53  |
| 7   | Hannover 96              | 34 | 12 | 12 | 10 | 41 | 45 | −4  | 48  |
| 8   | VfL Wolfsburg            | 34 | 13 | 5  | 16 | 47 | 60 | −13 | 44  |
| 9   | Werder Bremen            | 34 | 11 | 9  | 14 | 49 | 58 | −9  | 42  |
| 10  | 1. FC Nürnberg           | 34 | 12 | 6  | 16 | 38 | 49 | −11 | 42  |
| 11  | Hoffenheim               | 34 | 10 | 11 | 13 | 41 | 47 | −6  | 41  |
| 12  | SC Freiburg              | 34 | 10 | 10 | 14 | 45 | 61 | −16 | 40  |
| 13  | FSV Mainz 05             | 34 | 9  | 12 | 13 | 47 | 51 | −4  | 39  |
| 14  | FC Augsburg              | 34 | 8  | 14 | 12 | 36 | 49 | −13 | 38  |
| 15  | Hamburger SV             | 34 | 8  | 12 | 14 | 35 | 57 | −22 | 36  |
| 16  | Hertha BSC               | 34 | 7  | 10 | 17 | 38 | 64 | −26 | 31  |
| 17  | 1. FC Köln               | 34 | 8  | 6  | 20 | 39 | 75 | −36 | 30  |
| 18  | 1. FC Kaiserslautern     | 34 | 4  | 11 | 19 | 24 | 54 | −30 | 23  |

### Uitleg kleuren
|  | Kampioen van de Bundesliga en gekwalificeerd voor de groepsfase van de UEFA Champions League 2012/13 |
|  | Gekwalificeerd voor de groepsfase van de UEFA Champions League 2012/13                               |
|  | Gekwalificeerd voor de 4e voorronde van de UEFA Champions League 2012/13                             |
|  | Gekwalificeerd voor de groepsfase van de UEFA Europa League 2012/13                                  |
|  | Gekwalificeerd voor de 4de voorronde van de UEFA Europa League 2012/13                               |
|  | Gekwalificeerd voor de 3de voorronde van de UEFA Europa League 2012/13                               |
|  | Gekwalificeerd voor de play-offs voor promotie/degradatie                                            |
|  | Degradatie naar de 2. Bundesliga                                                                     |

## Afbeeldingen

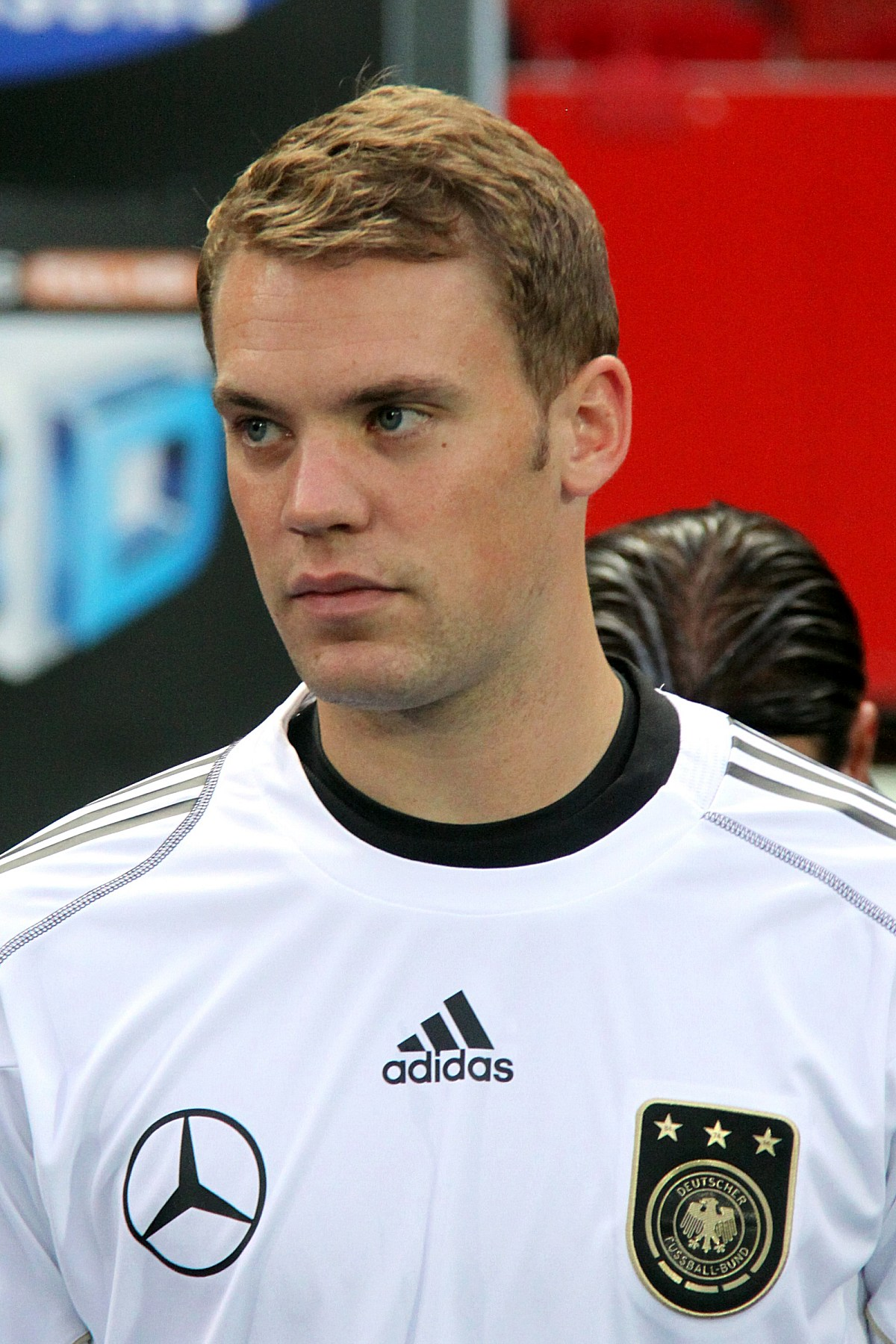
Manuel Neuer (doelman)
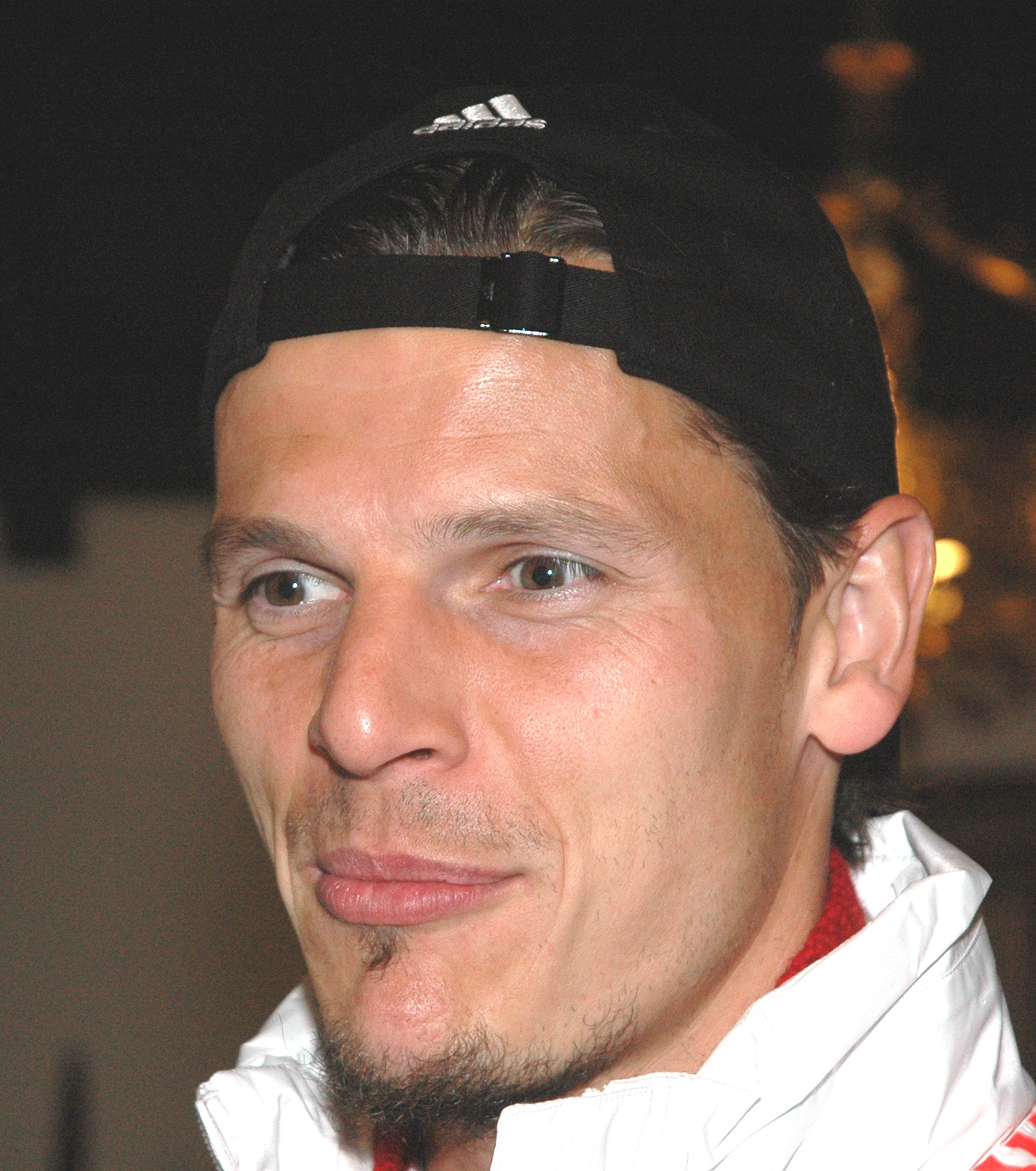
Daniel Van Buyten (verdediger)
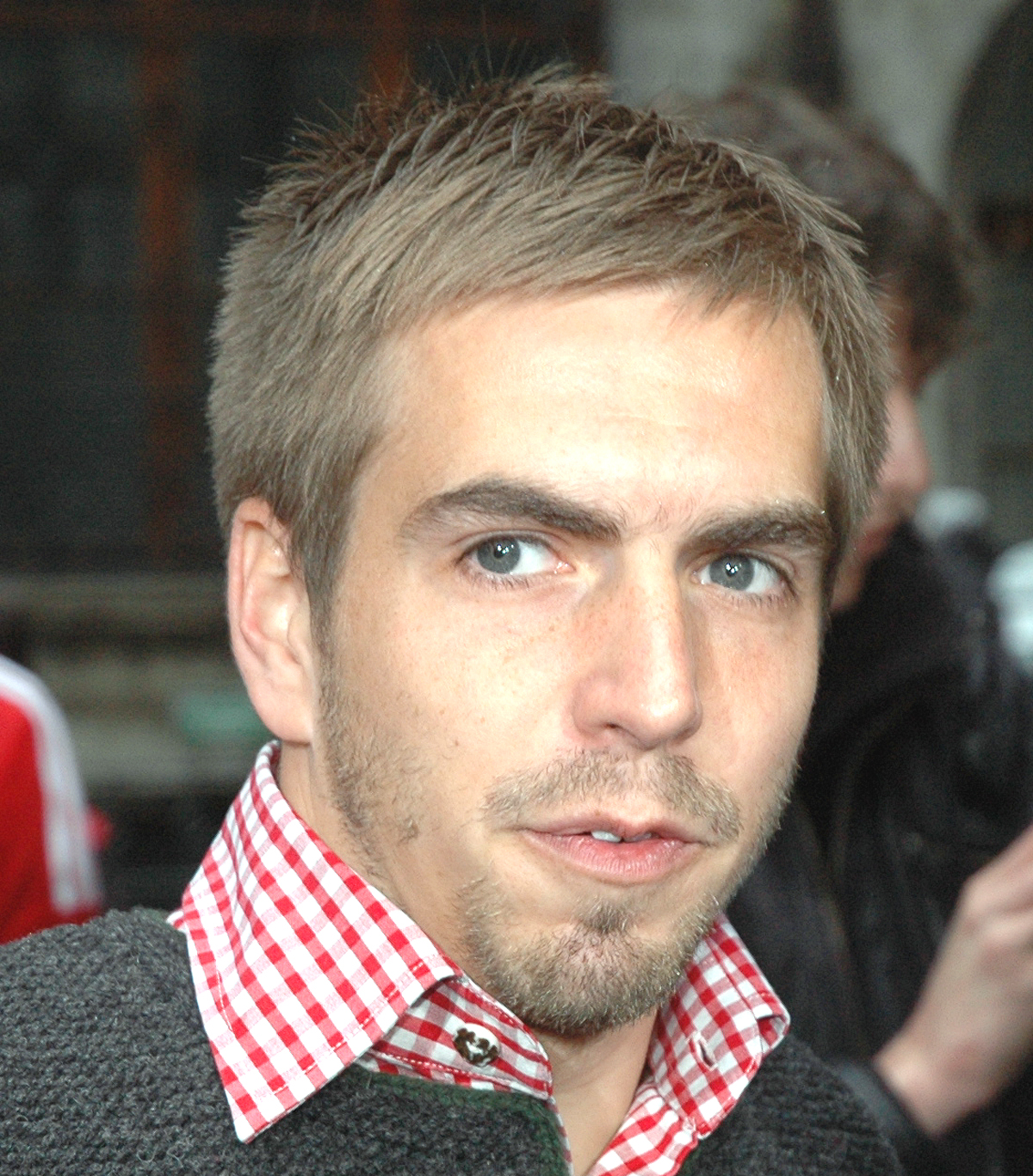
Philipp Lahm (verdediger)
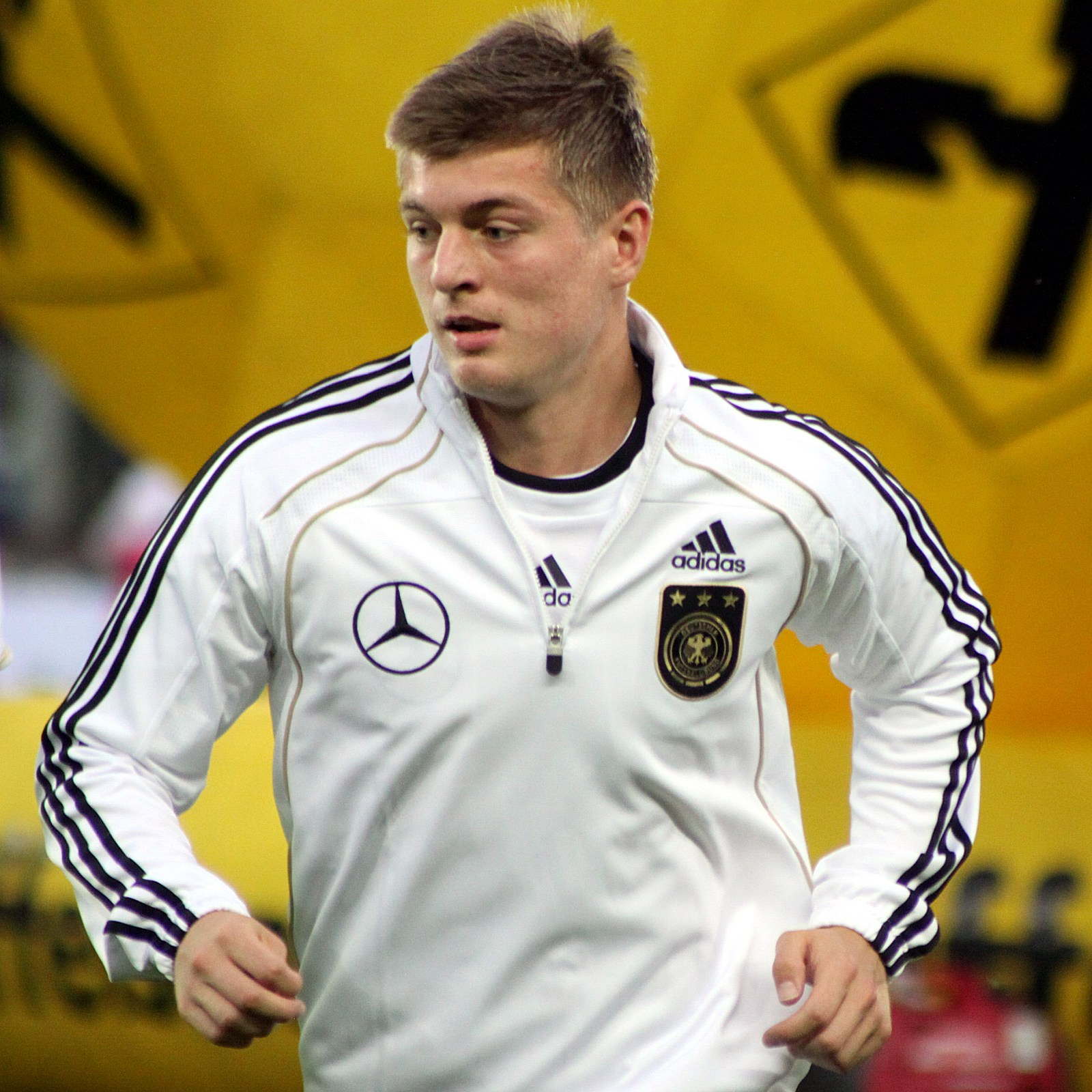
Toni Kroos (middenvelder)
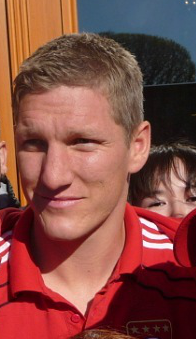
Bastian Schweinsteiger (middenvelder)
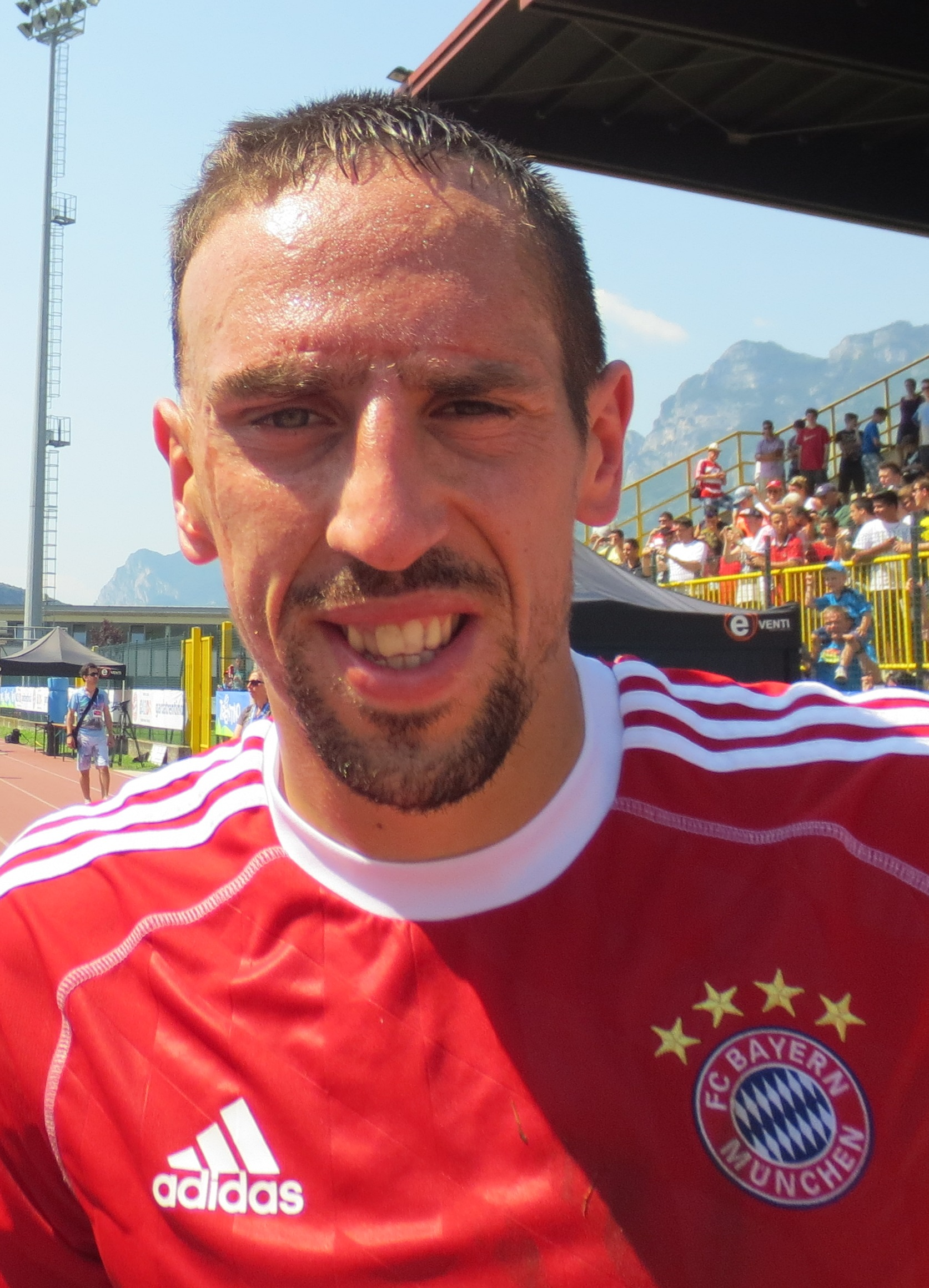
Franck Ribéry (aanvaller)
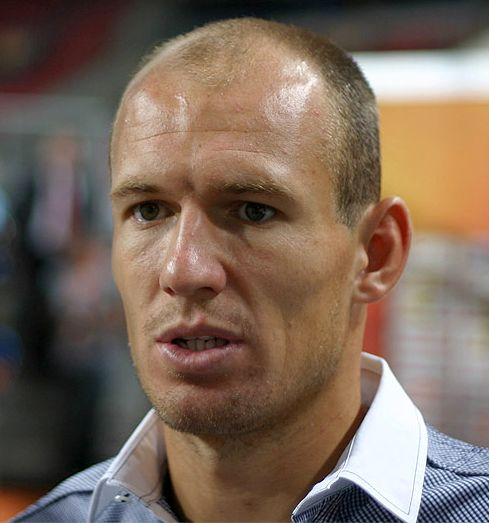
Arjen Robben (aanvaller)
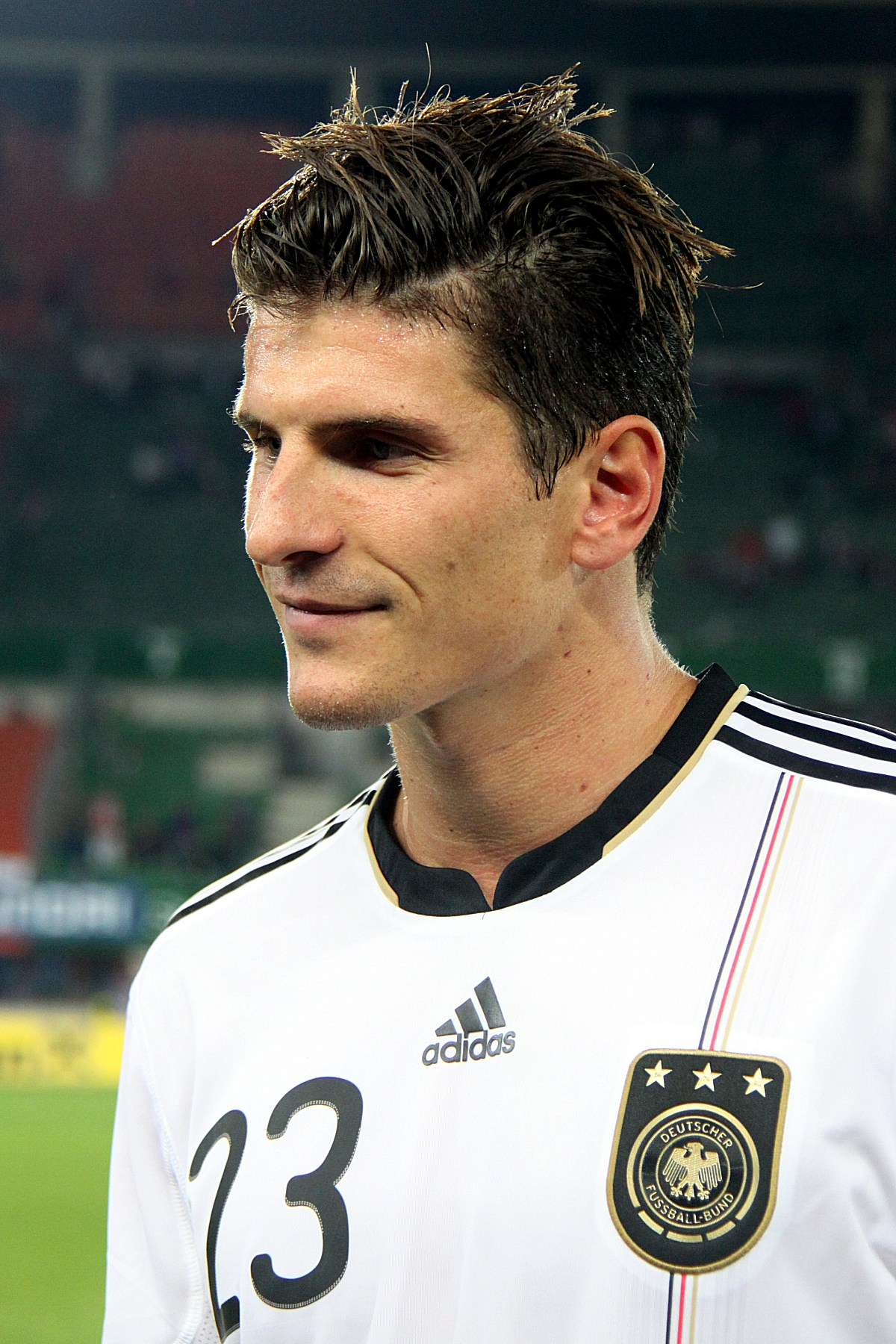
Mario Gómez (aanvaller)

1975/76 · 1976/77 · 1977/78 · 1978/79 · 1979/80 · 1980/81 · 1981/82 · 1982/83 · 1983/84 · 1984/85 · 1985/86 · 1986/87 · 1987/88 · 1988/89 · 1989/90 · 1990/91 · 1991/92 · 1992/93 · 1993/94 · 1994/95 · 1995/96 · 1996/97 · 1997/98 · 1998/99 · 1999/00 · 2000/01 · 2001/02 · 2002/03 · 2003/04 · 2004/05 · 2005/06 · 2006/07 · 2007/08 · 2008/09 · 2009/10 · 2010/11 · 2011/12 · 2012/13 · 2013/14 · 2014/15 · 2015/16 · 2016/17 · 2017/18 · 2018/19 · 2019/20 · 2020/21 · 2021/22 · 2022/23 · 2023/24 · 2024/25